# Phyllida Law
Phyllida Ann Law OBE (nascida em 6 de julho de 1932) é uma atriz britânica, conhecida por seus inúmeros papéis no cinema e na televisão.

## Juventude
Law nasceu em Glasgow , filha de Meg "Mego" e William Law, um jornalista. Antes da Segunda Guerra Mundial, seu pai era jornalista do Glasgow Herald que "mantinha horários estranhos"; quando a guerra estourou, ele foi para a Força Aérea Real e separou-se da esposa, divorciando-se posteriormente. Law não veria seu pai novamente até os 18 anos. A mãe de Law, Meg, trabalhou em uma loja de roupas em Glasgow durante a guerra. A família também incluía o irmão de Law, James, cinco anos mais velho, e sua avó materna, esposa de um ministro presbiteriano, e ela mesma "uma presbiteriana feroz" de quem Law "não gostava quando criança, mas agora pode admirar."
Ela frequentou a Glasgow Girls High até os sete anos. A guerra começou em setembro de 1939 e Law e seu irmão foram evacuados para amigos da família fora de Glasgow, em Lenzie, East Dunbartonshire, e frequentaram uma escola local lá, antes de Law ser transferido para Skelmorlie, North Ayrshire, e depois para uma escola perto de Clyde. Aos 13 anos ela passou no exame de admissão para a Badminton School em Bristol, e tornou-se interna lá. Saindo da escola aos 17 anos, ela inicialmente aceitou uma vaga na universidade para estudar francês e literatura, mas não gostou da experiência e foi embora. Ela então fez o teste para a Bristol Old Vic School, com a intenção de treinar como cenógrafa, e descobriu - por "feliz erro" - que queria atuar.
Law foi casado com o ator Eric Thompson de 1957 até sua morte em 1982. Suas filhas, Emma e Sophie Thompson, são ambas atrizes.

## Carreira
Law trabalhou extensivamente na televisão, incluindo aparições em Dixon of Dock Green, Rumpole of the Bailey e a adaptação de 1972 do conto de Lorde Peter Wimsey The Unpleasantness at the Bellona Club. Ela apareceu em filmes como Peter's Friends (1992), Muito Barulho por Nada (1993) (interpretando Ursula, ao lado da filha Emma como Beatrice) e The Winter Guest (1997) (interpretando Elspeth, ao lado da filha Emma como Frances).
Ela estava no elenco original de Londres de La Cage aux Folles no London Palladium em 1986, interpretando o papel de Jacqueline.
Em 2004, ela estrelou o episódio Rosemary & Thyme intitulado "Orpheus in the Undergrowth" como May Beauchamp. Em 2007, ela estrelou duas aventuras spin-off de Doctor Who: como Bea Nelson-Stanley na história "Eye of the Gorgon" de The Sarah Jane Adventures e como Beldonia no drama de áudio Doctor Who: The Bride of Peladon. Em 1963, Law fez o teste para um dos quatro protagonistas regulares originais de Doctor Who, "Miss McGovern". Ela não ganhou o papel, cujo nome foi posteriormente alterado para Barbara Wright.
Também em 2007 ela interpretou Tia Auriel no drama Kingdom estrelado por Stephen Fry. Em 2008 ela apareceu como atriz convidada em Foyle's War.
Em novembro de 2009, Law publicou seu primeiro livro. Notes to my Mother-In-Law referem-se aos 17 anos que a sogra de Law viveu com a família, de meados da década de 1960 até sua morte. Em janeiro de 2010 ela apareceu com Tony Slattery no Ready Steady Cook. Ela estrelou ao lado de John Hurt em um curta-metragem intitulado Love at First Sight, que foi indicado ao Oscar em 2012.

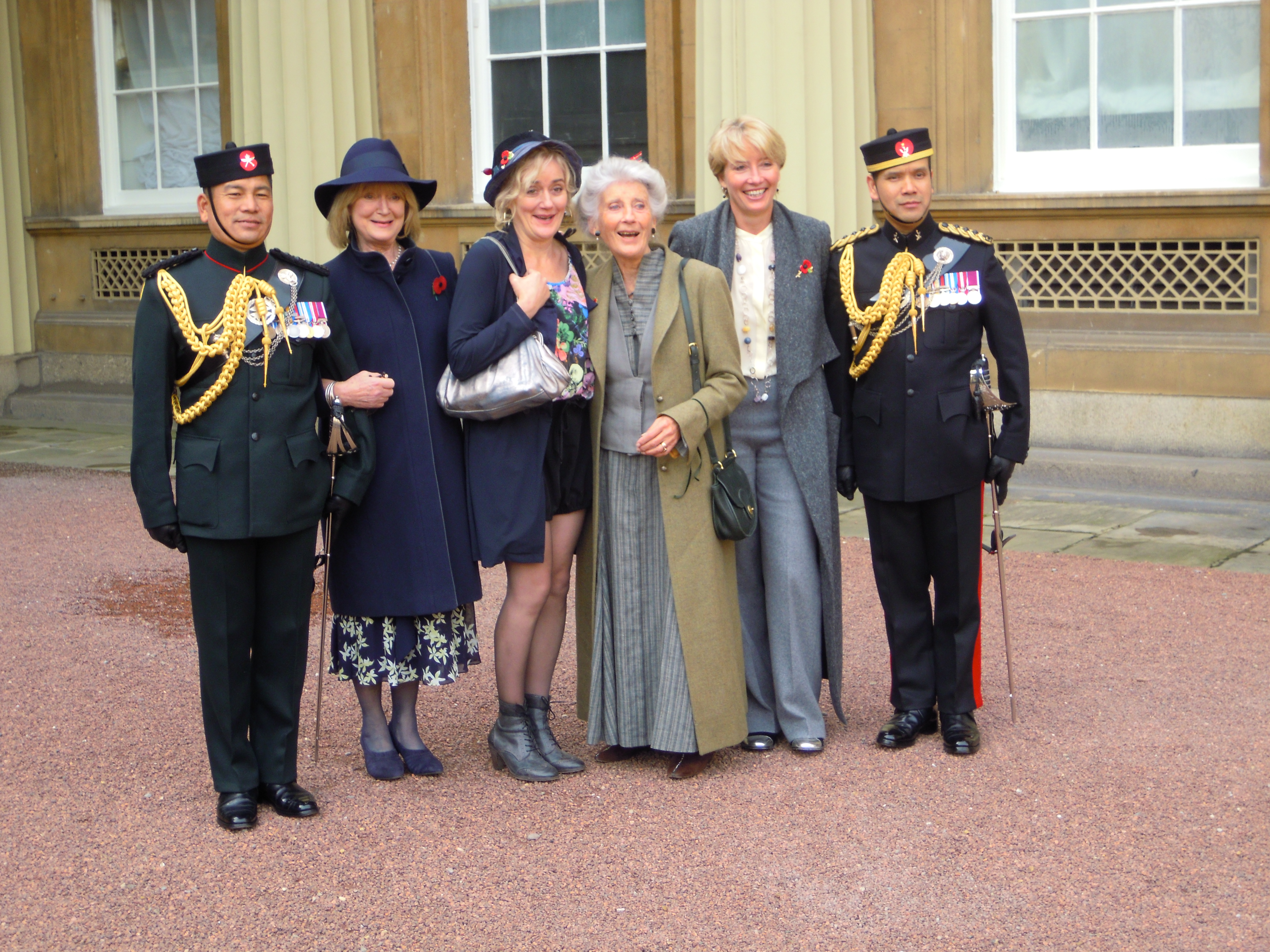
Phyllida Law (centro) ladeada por suas filhas Sophie Thompson e Emma Thompson ao receber sua EFC no Palácio de Buckingham.

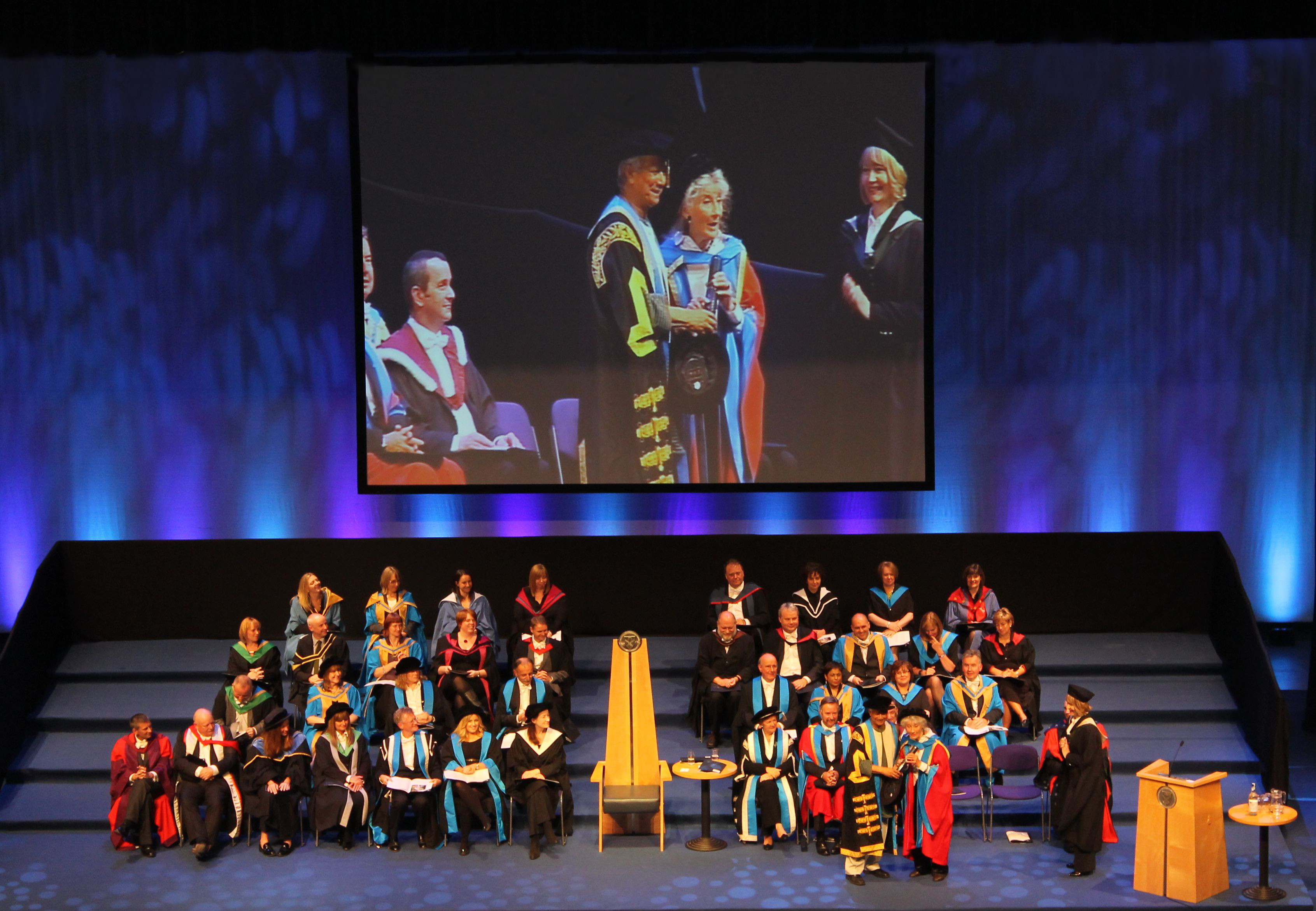
Phyllida Law recebe o doutorado honorário das mãos de Muhammad Yunus, chanceler da Universidade Caledônia de Glasgow (4 de julho de 2013).

## Prêmios
Em 2013, Law recebeu um Doutorado Honorário da Universidade Caledônia de Glasgow e um Doutor Honorário em Letras do Conservatório Real da Escócia.

## Honras
Law foi nomeada uma Oficial da Ordem do Império Britânico (OBE) nas homenagens de aniversário de 2014 pela Rainha Elizabeth II por serviços prestados ao teatro e por serviços de caridade.

## Filmografia

### Cinema
| Ano  | Título                    | Personagem        | Notas                             |
| ---- | ------------------------- | ----------------- | --------------------------------- |
| 1968 | Otley                     | Jean              |                                   |
| 1973 | Hitler: The Last Ten Days | Fraulein Manzialy |                                   |
| 1989 | Tree of Hands             | Julia             |                                   |
| 1992 | Peter's Friends           | Vera              |                                   |
| 1993 | Muito Barulho por Nada    | Ursula            |                                   |
| 1994 | Pred dozhdot              | Mãe               |                                   |
| 1994 | Junior                    | Dr. Talbot        | Sem créditos                      |
| 1996 | Emma                      | Sra. Bates        |                                   |
| 1997 | Anna Karenina             | Vronskaya         |                                   |
| 1997 | The Winter Guest          | Elspeth           |                                   |
| 1999 | Mad Cows                  | Lady Drake        |                                   |
| 2000 | Saving Grace              | Margaret Sutton   |                                   |
| 2002 | A Máquina do Tempo        | Sra. Watchit      |                                   |
| 2003 | I’ll Be There             | Sra. Williams     |                                   |
| 2005 | Nanny McPhee              | Sra. Partridge    | Voz                               |
| 2005 | Unleashed                 | Distinta Senhora  |                                   |
| 2005 | Mee-Shee: The Water Giant | Sra. Coogan       |                                   |
| 2006 | Miss Potter               | Sra. Louisa Warne |                                   |
| 2007 | The Waiting Room          | Helen             |                                   |
| 2010 | Ways to Live Forever      | Avó               |                                   |
| 2010 | Love at First Sight       | Ruth              | Curta-metragem                    |
| 2010 | Kari-gurashi no Arietti   | Sadako            | Dublagem em inglês do Reino Unido |
| 2011 | Albert Nobbs              | Sra. Cavendish    |                                   |
| 2014 | A Little Chaos            | Suzanne           |                                   |
| 2020 | Then Came You             | Arlene Awd        |                                   |

### Créditos parciais de televisão
| Ano       | Título                                 | Personagem                                          | Notas                                      |
| --------- | -------------------------------------- | --------------------------------------------------- | ------------------------------------------ |
| 1960      | ITV Television Playhouse               | Julia Cathart                                       | Episódio: "Missing from Home"              |
| 1964      | Play School                            | Enfermeira                                          |                                            |
| 1972      | The Unpleasantness at the Bellona Club | Marjorie Phelps                                     | 2 episódios                                |
| 1973      | A Picture of Katherine Mansfield       | Linda Burnell / Mãe / Sra. Beauchamp/ Sra. Sheridan |                                            |
| 1978      | Come Back, Lucy                        | Tia Gwen                                            |                                            |
| 1982      | The Barchester Chronicles              | Sra. Stanhope                                       |                                            |
| 1987      | Rumpole of the Bailey                  | Honoria Bird                                        | Episódio: "Rumpole and the Blind Tasting " |
| 1988–1992 | That's Love                            | Babs                                                | 10 episódios                               |
| 1989      | Lady Carrington                        | Episódio: "The Incredible Theft"                    |                                            |
| 1991      | The House of Eliott                    | Edith Duglass                                       |                                            |
| 1994      | Taggart                                | Joan Mathieson                                      | Episódio: "Forbidden Fruit"                |
| 1994      | The Blue Boy                           | Mãe de Marie                                        | Telefilme                                  |
| 1994      | Heartbeat                              | Nancy Bellow                                        |                                            |
| 1999      | Midsomer Murders                       | Felicity Dinsdale                                   | Episódio: “Blood Will out”                 |
| 1999      | The Magical Legend of the Leprechauns  | Lady Margaret                                       | Telefilme                                  |
| 2002      | Monarch of the Glen                    | Isobel Hogg                                         |                                            |
| 2002      | The Swap                               | Rose Trenchard                                      |                                            |
| 2003      | Brush with Fate                        | Maria                                               | Telefilme                                  |
| 2004      | Waking the Dead                        | Sra. Carstairs                                      | Episódio: "The Hardest Word"               |
| 2004      | Rosemary & Thyme                       | May Beauchamp                                       | Episódio: "Orpheus in the Undergrowth"     |
| 2005      | Afterlife                              | Irene Moser                                         | Episódio: "The 7:59 Club"                  |
| 2006      | Pinochet in Suburbia                   | Lucía Hiriart                                       | Telefilme                                  |
| 2007–2009 | Kingdom                                | Tia Auriel                                          | 16 episódios                               |
| 2007      | The Sarah Jane Adventures              | Bea Nelson-Stanley                                  | 2 episódios                                |
| 2007      | Miss Austen Regrets                    | Sra. Austen                                         | Telefilme                                  |
| 2008      | Foyle's War                            | Lady Muriel Sackville                               | Episódio: "Broken Souls"                   |
| 2010      | Doc Martin                             | Sra. McLynn                                         | Episódio: "Driving Mr McLynn"              |
| 2010      | Agatha Christie's Poirot               | Sra. Llewellyn-Smythe                               | Episódio: "Hallowe'en Party"               |
| 2011      | The Bleak Old Shop of Stuff            | Tia Sobriety                                        |                                            |
| 2011      | Midsomer Murders                       | Mary Bingham                                        | Episódio: "Dark Secrets"                   |
| 2013      | New Tricks                             | Eliza Belgrade                                      | Episódio: "Into the Woods"                 |

## Trabalhos publicados
- Law, Phyllida (2009). Notes to my Mother-in-Law. [S.l.]: Fourth Estate. ISBN 978-0007338412
- Law, Phyllida (2013). How Many Camels Are There in Holland?: Dementia, Ma and Me. [S.l.]: Fourth Estate. ISBN 978-0007485864